# Стивенс, Томас
Томас Стивенс (англ. Thomas Stevens; 24 декабря 1854, Беркхамстед — 24 января 1935, Лондон) — человек, совершивший первое кругосветное путешествие на велосипеде, проехав 13 500 миль и пробыв в пути более двух лет (с апреля 1884 по декабрь 1886 года). Позже он отправился в Африку на поиски Генри Мортона Стэнли.

## Происхождение
Родился на Касл-стритт в Беркхамстеде в семье разнорабочего Вильяма Стивенса и его супруги Энн. У Томаса были две сестры — старшая Бриджит и младшая Джейн. Он окончил Bourne Charity School и поступил в ученики к бакалейщику. Вильям Стивенс эмигрировал в Миссури в 1868 году, но вскоре вернулся из-за болезни жены, чтобы позже всей семьёй перебраться в США. Они поселились в Денвере, затем переехали в Сан-Франциско, где Том научился кататься на велосипеде.
Двухлетняя работа на железнодорожном заводе в Вайоминге закончилась, когда стало известно о его махинациях: он помогал переезжать британским рабочим в обмен на часть их зарплаты. Позже Томас устроился на работу в шахту в Колорадо, где ему пришла идея о путешествии на велосипеде по стране.

## Кругосветное путешествие

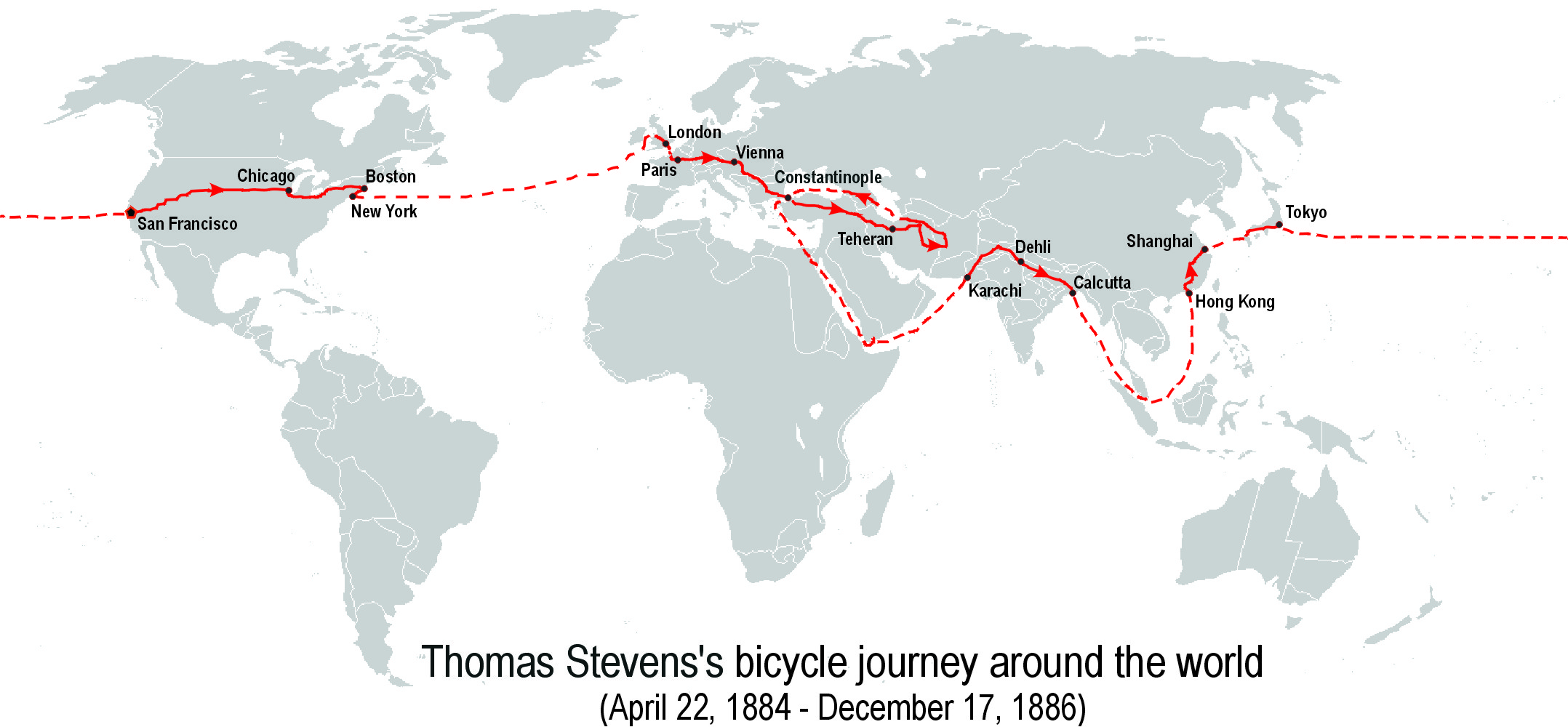
Кругосветное путешествие Томаса Стивенса

### Америка
22 апреля 1884 года Томас Стивенс выехал на своём чёрном пенни-фартинге из Сан-Франциско и прибыл через 103 дня в Бостон. В дорогу он взял лишь носки, пару рубашек, плащ-палатку, карманный револьвер (возможно, «бульдог»). Путь пролегал через Сакраменто, горы Сьерра-Невада, Юту, Вайоминг. Везде его радушно встречали члены местных велосипедных клубов. Первое трансатлантическое путешествие завершилось 4 августа 1884 года, продлившись всего 23,5 дня без учёта вынужденных остановок из-за плохой погоды и прочих неурядиц.

### Европа
Стивенс перезимовал в Нью-Йорке, передал свои путевые заметки в журнал «Outing» и в качестве специального корреспондента отправился на пароходе «City of Chicago» в Ливерпуль, куда прибыл спустя 10 дней, 9 апреля 1885 года. Оставив велосипед в подземном хранилище, Стивенс поездом добрался до Лондона, чтобы договориться об условиях своего путешествия в Европе и Азии. Работник китайского посольства предупредил его не прокладывать путь через Верхнюю Мьянму и Китай.
30 апреля 1885 года Стивенс вернулся в Ливерпуль и 4 мая официально начал свой новый путь от церкви Edge Hill, откуда его провожали сотни зевак. Спустя несколько минут начался дождь. Через Великобританию он ехал в белом военном шлеме, посетив город своего рождения Беркхамстед. Он отмечал, что английские дороги лучше американских. До Франции он добрался на пароходе, высадившись в Дьепе. Далее его путь пересекал Германию, Австро-Венгрию (здесь его недолго сопровождал местный велосипедист), Сербию, Болгарию, Восточную Румелию, Османскую Империю. В Константинополе Стивенс решил передохнуть, заменить спицы, шины, иные детали велосипеда, а также приобрёл пистолет получше (Smith & Wesson 38 калибра), переждал волну беспорядков и вновь двинулся в путь через Анатолию, Армению, Курдистан, Ирак и Персию. Как гость шаха он остался зимовать в Тегеране.

### Азия

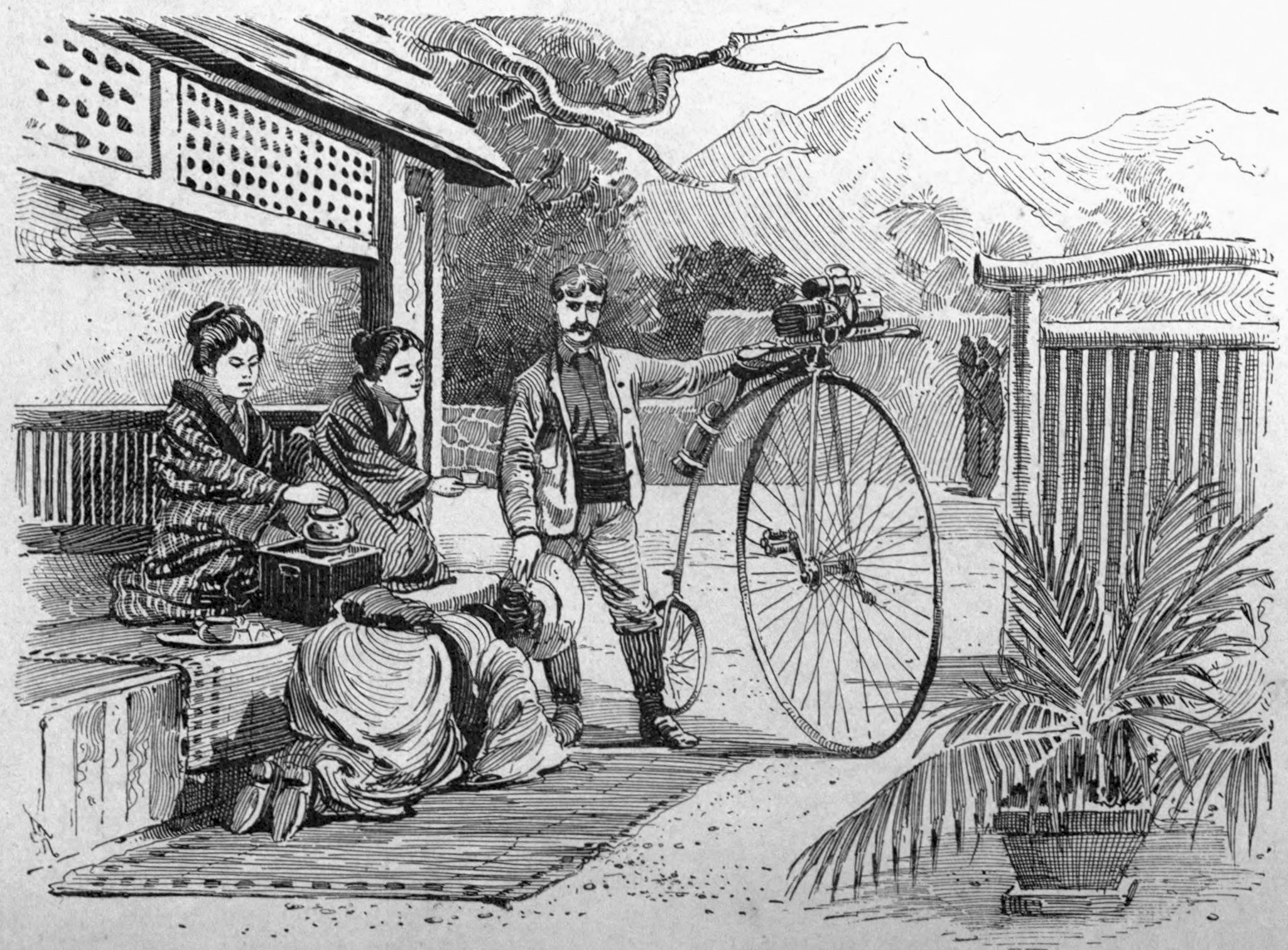
Стивенс в Японии, рисунок 1887 г.

Поддавшись на уговоры не ехать через Сибирь, 10 марта 1886 года Стивенс отправился в Афганистан, где его арестовали и выпроводили в Персию. На российском теплоходе он пересёк Каспийское море и высадился в Баку, затем поездом добрался до Батуми, откуда морем доплыл до Константинополя и Индии. В Индии путешественник отметил постоянную жару и удобный Великий колёсный путь, свободный от бандитов. Из Калькутты он доплыл пароходом до Гонконга и южного Китая. Отсюда он на велосипеде отправился в восточный Китай, испытывая при этом языковые трудности. Местный чиновник приютил Стивенса, обезопасив от возмущённых войной с французами жителей. Доплыв до Японии на пароходе, Стивенс поразился спокойствию, царящему в стране. 17 декабря 1886 года его велосипедное путешествие длиной в 13 500 миль окончилось в Иокогаме. В январе 1887 года Стивенс высадился на корабле в Сан-Франциско.
На всём протяжении своего кругосветного путешествия Стивенс отправлял свои путевые заметки в «Harper’s Magazine», которые позже вышли в двухтомнике с 1000 страницами «Вокруг света на велосипеде» (англ. Around the World on a Bicycle). Велосипед Стивенса хранился в Pope Company до Второй мировой войны, когда его пустили на металлолом в помощь воюющим.

### В поисках Стэнли
В 1888 году «New York World» предложил Стивенсу помочь в поисках Генри Мортона Стэнли в Восточной Африке. Стэнли плыл по реке Конго, когда спустя полтора года бесследно исчез. Стивенс посчитал предложение «прекрасной возможностью, шансом, вероятно, даром судьбы заслужить славу на сцене африканских подвигов. „Как я нашёл Стэнли“ звучит столь же ярко как „Я нашёл Ливингстона?“».
5 января 1889 года Стивенс отчалил из Нью-Йорка. Он писал о порученным ему задачах:
Отправиться в Занзибар. Ознакомиться с состоянием дел там. Узнать правду о проблемах между немцами и арабами. Посмотреть, что с работорговлей. Выяснить всё возможное о Стэнли и Эмине-паше и, если важно и разумно, организовать экспедицию и изнутри изучить новости об экспедиции Эмина-паши. Не жалеть средств для достижения цели, но в то же время не разбрасываться деньгами бездумно.
Стивенс провёл в экспедиции 6 месяцев, взбирался на Килиманджаро, охотился на крупного зверя. Он обнаружил лагерь Стэнли, соперничая в гонке с представителем «New York Herald», и написал свою книгу «В поисках Стэнли в Восточной Африке» (англ. Scouting for Stanley in East Africa).

## Дальнейшая судьба
После этого по заказу «New York World» Стивенс путешествовал по европейской части Российской империи, «о положении, нравах, обычаях и прочем» которой пытался разузнать. Мустанга Дикая Америка он приобрёл в Москве на проходящей выставке. Путешественник преодолел расстояние в 1600 км, посетил загородный дом Льва Толстого, отметил отсутствие в стране конституционных прав и предрёк большое будущее стране, благодаря её просторам и ресурсам.

Иллюстрации из книги «По России на мустанге»
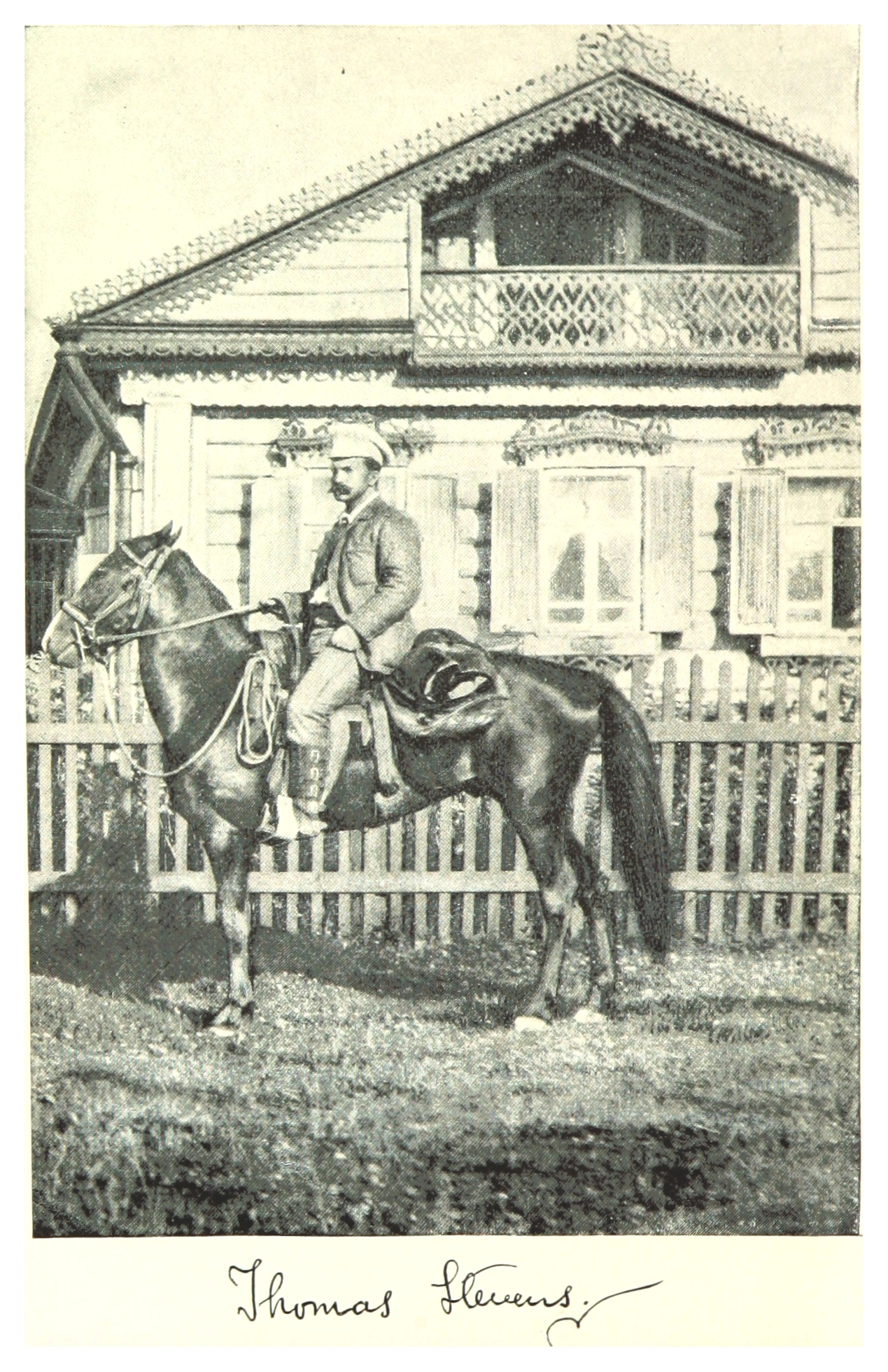
Томас Стивенс на мустанге
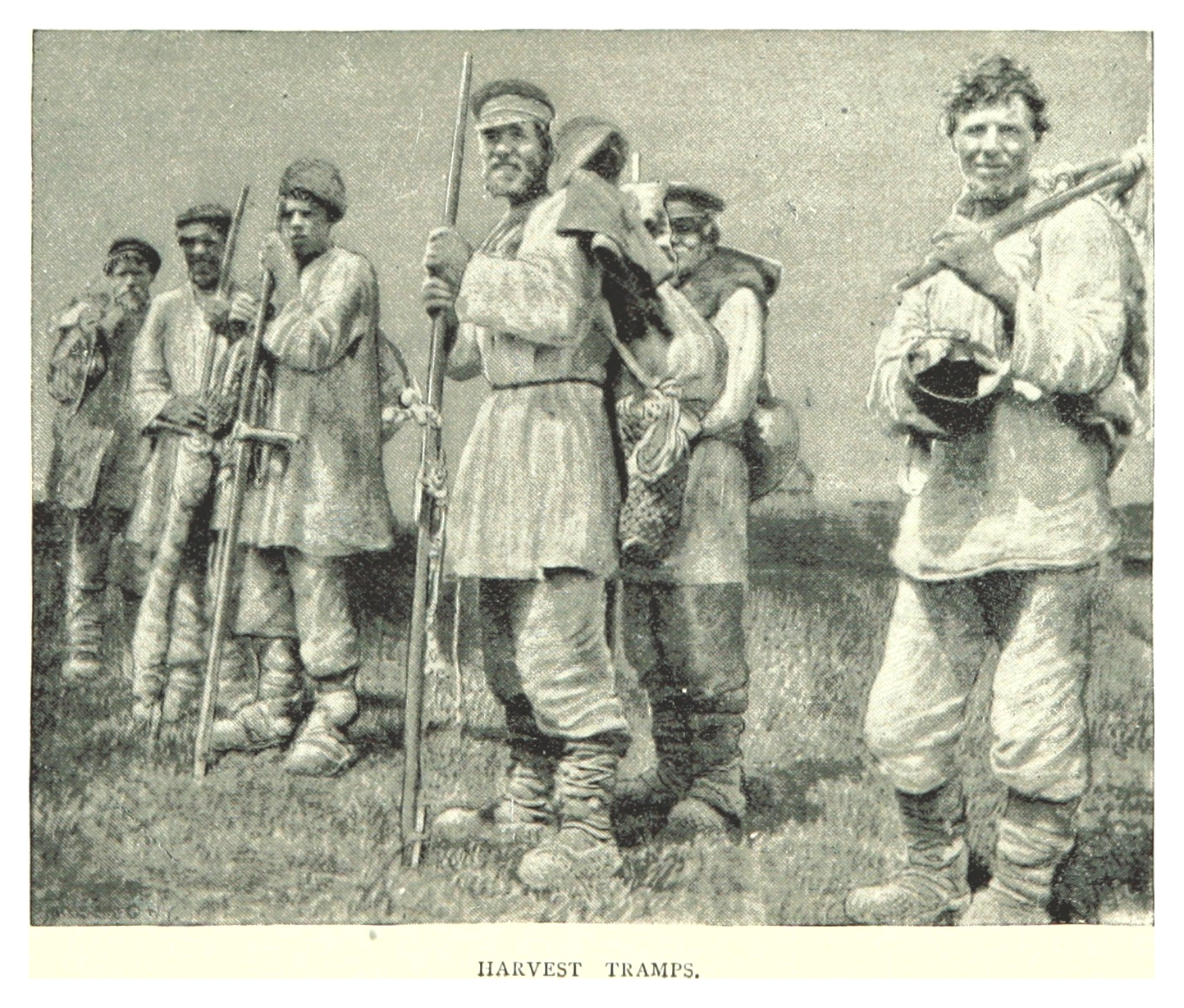
Жнецы
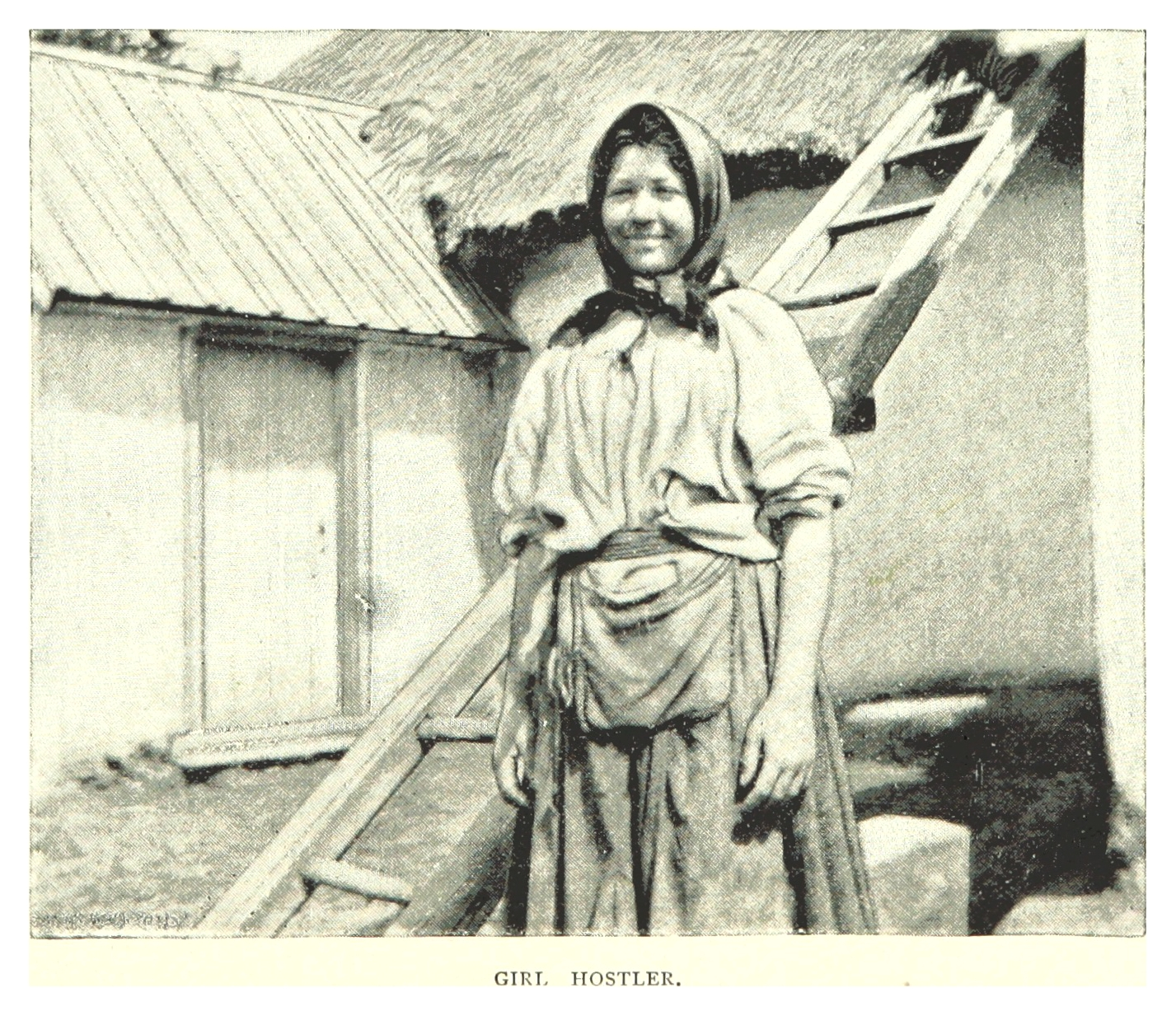
Девушка-конюх
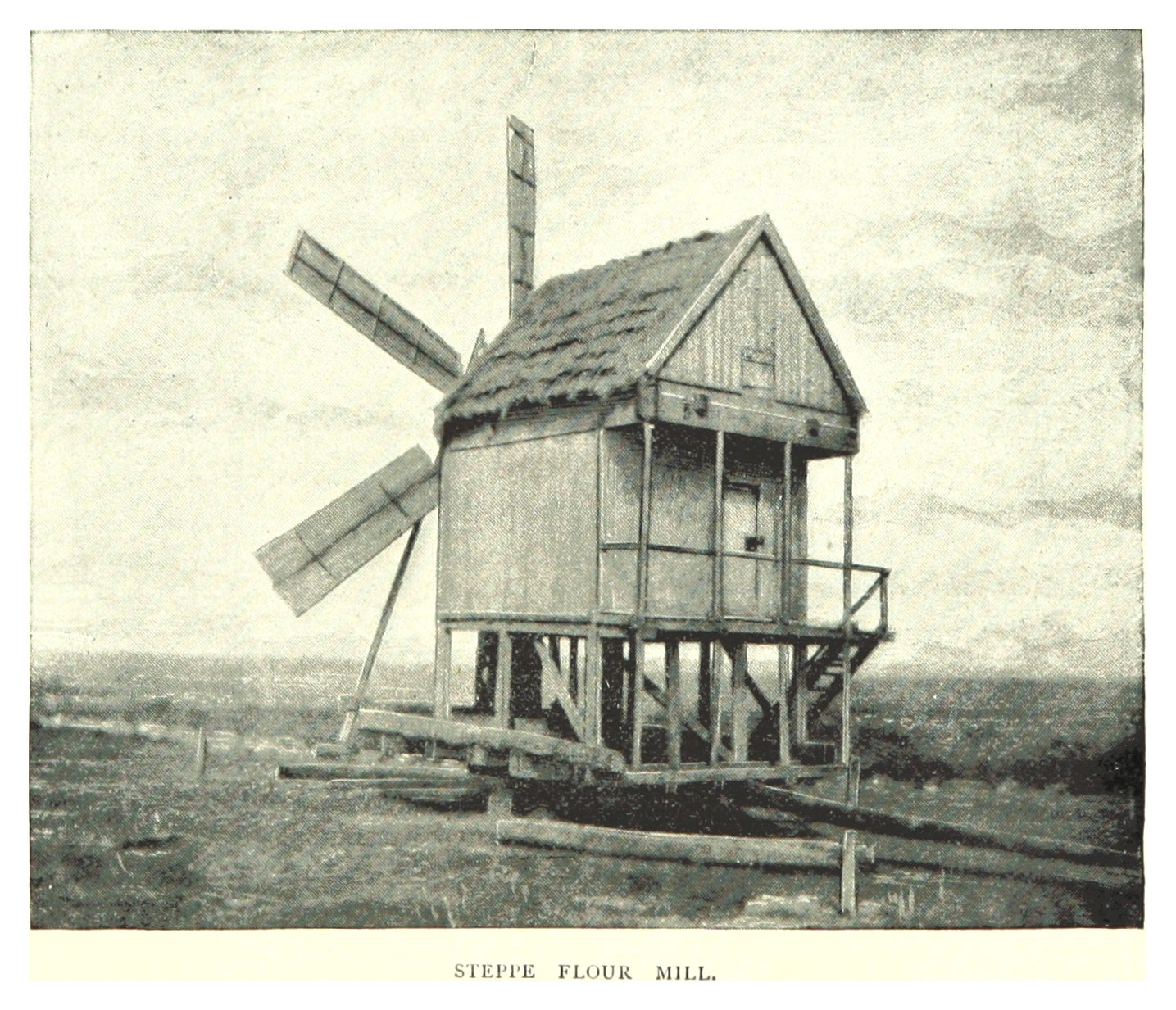
Мельница в степи
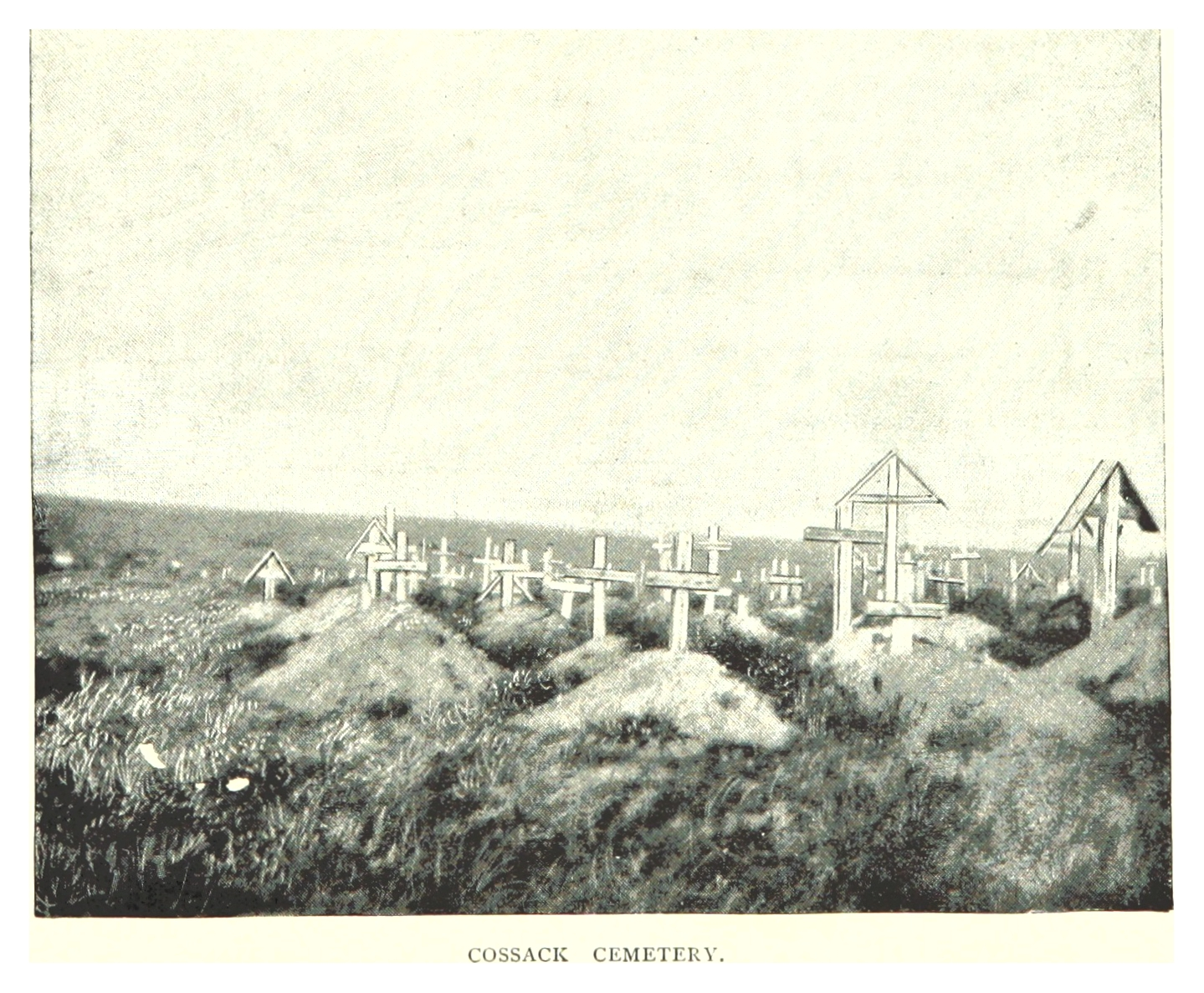
Казачье кладбище
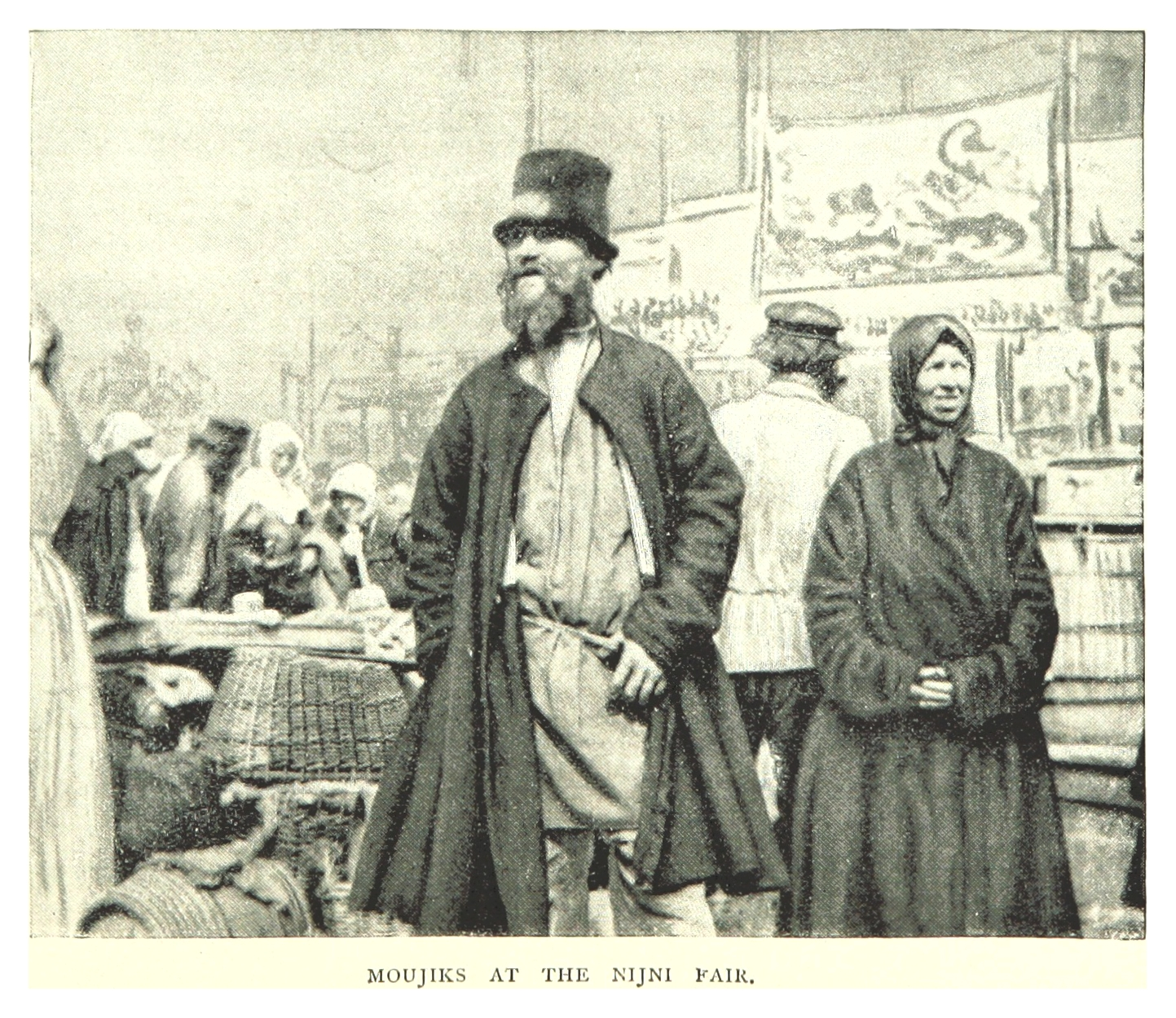
Мужики на Нижегородской ярмарке
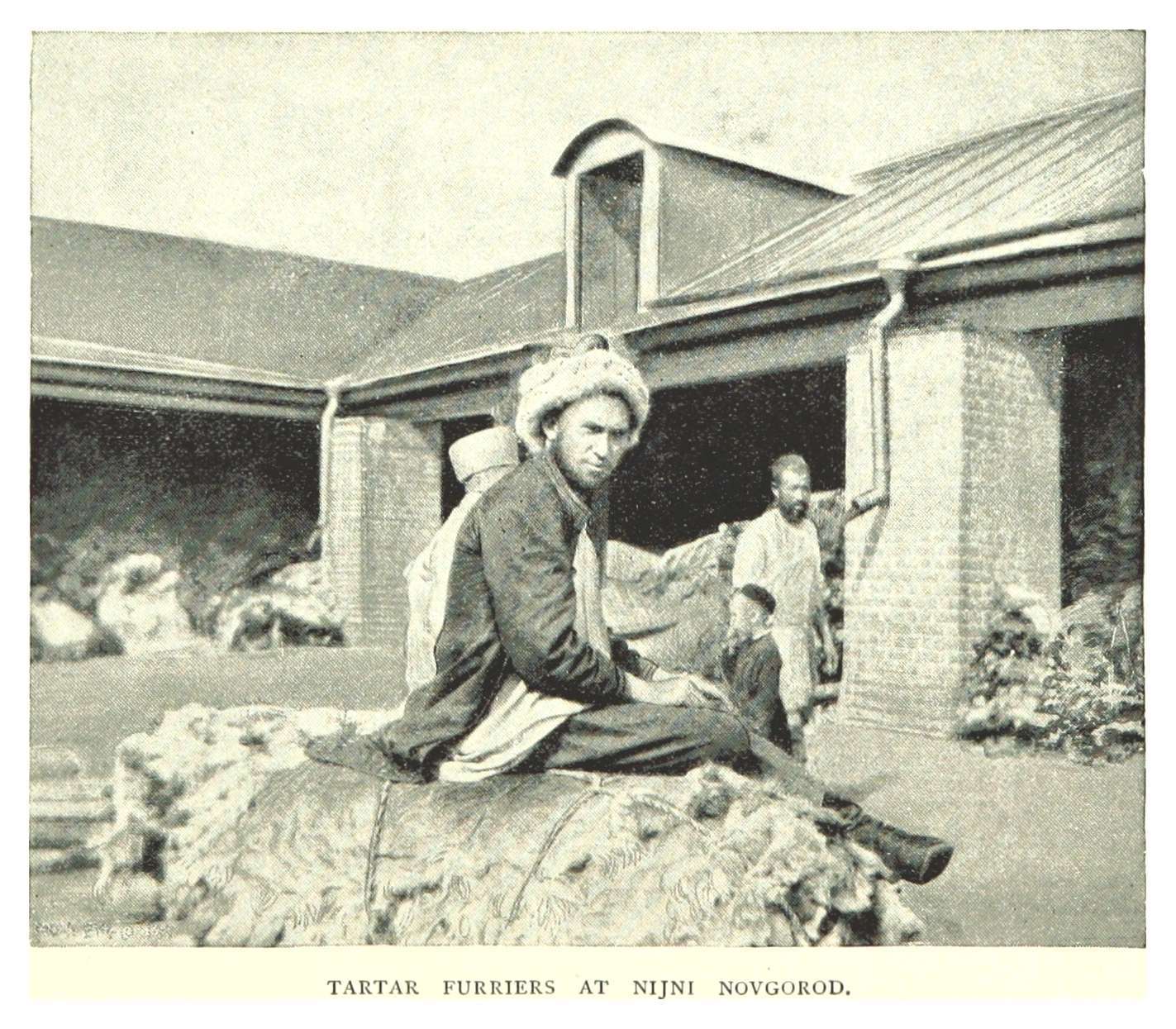
Скорняк-татарин на Нижегородской ярмарке

Также он спускался по рекам в Европе, писал об индийских аскетах. Его утверждение, что «истории путешественников — от Марко Поло до последних исследователей — о чудесах Индии… вполне правда» были встречены со скепсисом и поколебали его карьеру. Его фотовыставка об Индии в Лондоне не состоялась.

### Возвращение в Англию
Стивенс вернулся в Англию в 1895 году и женился на Фрэнсис Барнс (урождённой Нэйшн), вдове и матери актрис Ирэн и Виолет Ванбрухов. Он стал управляющим театра Гаррик в Лондоне. Скончался Стивенс от рака мочевого пузыря в Лондоне и похоронен на местном кладбище East Finchley.

## Публикации
| Дата          | Оригинал                            | Перевод                             | Издание                    | Место    |
| ------------- | ----------------------------------- | ----------------------------------- | -------------------------- | -------- |
| сентябрь 1888 | Wild Pea-Fowls in British India     | Дикие павлины Британской Индии      | St. Nicholas Magazine      |          |
| февраль 1890  | Some Asiatic Dogs                   | Некоторые азиатские собаки          | St. Nicholas Magazine      |          |
| 1890          | Scouting for Stanley in East Africa | В поисках Стэнли в Восточной Африке | Cassell Publishing Company | New York |
| 1891          | Through Russia on a Mustang         | По России на мустанге               | Cassell Publishing Company | New York |